# Casa cuartel

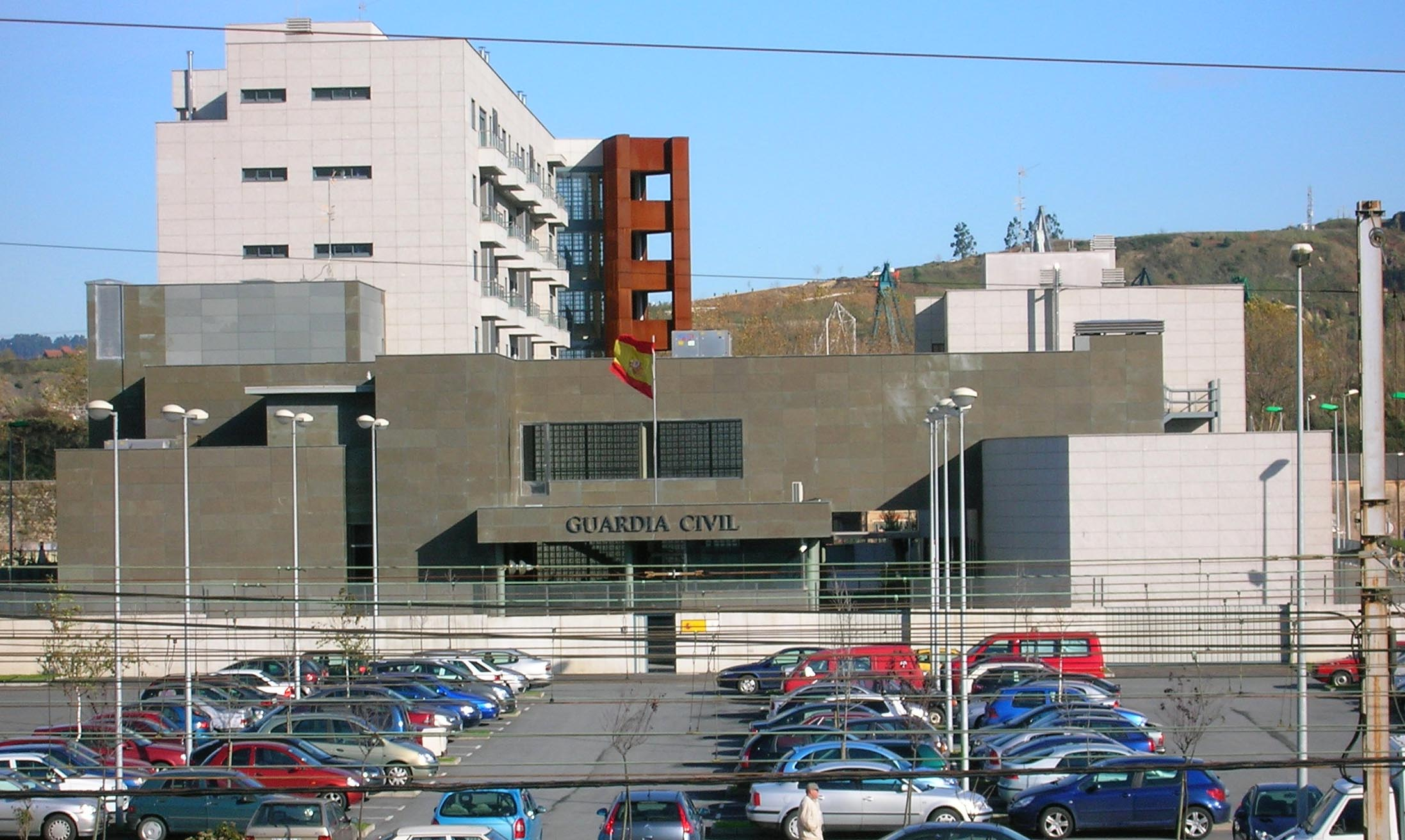
Una casa cuartel de la Guardia Civil.

Una casa cuartel (o casa-cuartel, como se escribía en su origen) es una instalación policial donde el personal allí destinado desarrolla tanto su labor profesional como su vida privada, normalmente junto a sus familias. En España, la Guardia Civil trabajó y vivió durante muchos años en este tipo de instalaciones a las que popularmente se denomina «cuartelillos», sobre todo cuando son pequeñas por estar en localidades apartadas. 
Estas instalaciones han sido tradicionalmente uno de los objetivos elegidos por la organización terrorista ETA, que ha atentado contra ellas en 89 ocasiones, causando 33 muertos. Los atentados más graves fueron el de la casa cuartel de Zaragoza, en 1987, y el de la de Vich (Barcelona), en 1991, que causaron 11 y 9 muertos, respectivamente.
En la entrada de estas casas cuartel se puede encontrar la tablilla, con la leyenda: «Casa Cuartel de la Guardia Civil». Posteriormente se incorporó el lema: «Todo por la Patria».